# NGC 4540
NGC 4540 este o galaxie spirală situată în constelația Părul Berenicei. A fost descoperită în 1784 de către William Herschel. Se află la o distanță de 16,5 megaparseci de Pământ.